# 브레스트 공항
브레스트 공항(벨라루스어: Аэрапорт Брэст, 영어: Brest Airport)은 벨라루스 브레스트에 있는 공항으로 프랑스의 브레스트 브르타뉴 공항과 무관하다.

## 운항 노선

### 국제선
| 항공사        | 목적지       |
| ------------- | ------------ |
| 벨라비아 항공 | 칼리닌그라드 |